# (37694) 1995 WC6
(37694) 1995 WC6 est un astéroïde de la ceinture principale d'astéroïdes découvert en 1995.

## Description
(37694) 1995 WC6 a été découvert le 26 novembre 1995 à l'observatoire Kleť, en République tchèque, en Bohême-du-Sud, par l'Observatoire Kleť.

### Caractéristiques orbitales
L'orbite de cet astéroïde est caractérisée par un demi-grand axe de 2,71 ua, un périhélie de 2,33 ua, une excentricité de 0,14 et une inclinaison de 2,17° par rapport à l'écliptique. Du fait de ces caractéristiques, à savoir un demi-grand axe compris entre 2 et 3,2 ua et un périhélie supérieur à 1,666 ua, il est classé, selon la JPL Small-Body Database, comme objet de la ceinture principale d'astéroïdes.

### Caractéristiques physiques
(37694) 1995 WC6 a une magnitude absolue (H) de 14,9 et un albédo estimé à 0,353.